# Акіба Рубінштейн

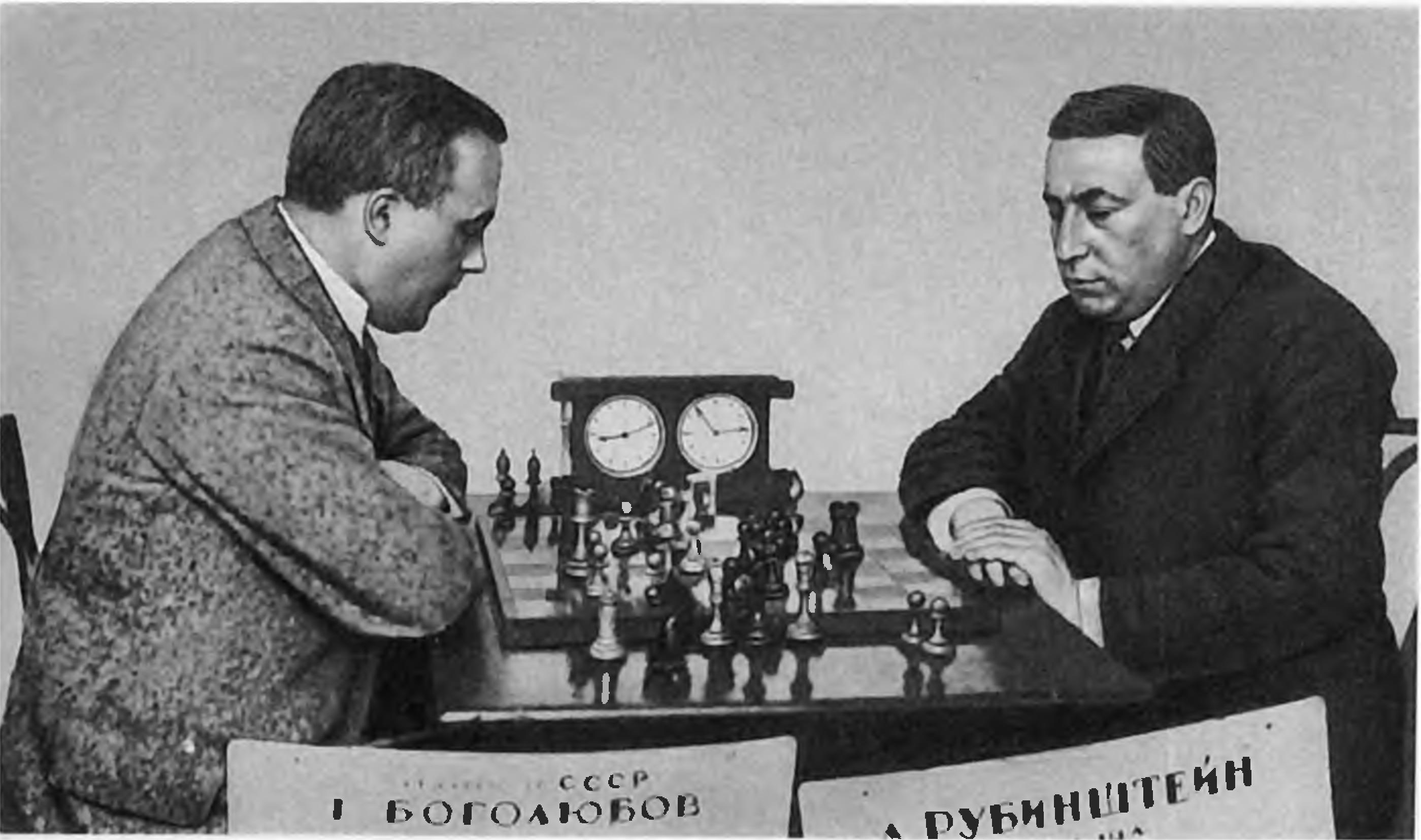
Акіба Рубінштейн (справа) під час партії проти Юхима Боголюбова (1925)

Акіба Ківелович Рубінштейн (рос. Акиба Кивелевич Рубинштейн, пол. Akiba Rubinstein; нар. 12 жовтня 1882, Ставіскі, сучасне Підляське воєводство — пом. 14 березня 1961, за різними даними Антверпен або Брюссель, Бельгія) — шахіст єврейського походження, до Першої світової війни представляв Росію, потім — Польщу. Один з найсильніших шахістів світу на початку XX століття. Чемпіон Росії (1907, 1912), чемпіон Польщі (1927). Переможець шахової олімпіади 1930 у складі збірної Польщі. Міжнародний гросмейстер (1950).

## Кар'єра
Був 12-ю дитиною в сім'ї вчителя єврейської релігійної школи. Батько помер від туберкульозу за 8 місяців до народження майбутнього шахіста. Ім'я «Акіба» (деякі джерела подають «Аківа») отримав на честь батька. Більшість братів і сестер Акіби померла ще в дитячому віці. У Стависьках, де народився хлопець, досі зберігся дім Рубінштейнів, теперішнє приміщення адміністрації міста. Акібу виховали дідусі. Дідусь по лінії матері Рейзель (Reizel) — Реб Аарон Елізер Дененберґ — заробив великий статок завдяки деревообробному промислу.
Близько 1888 року мати одружилася з рабином Геллером, відомим як «геній з Пінська», й родина Рубінштейнів переїхала до Білостока.

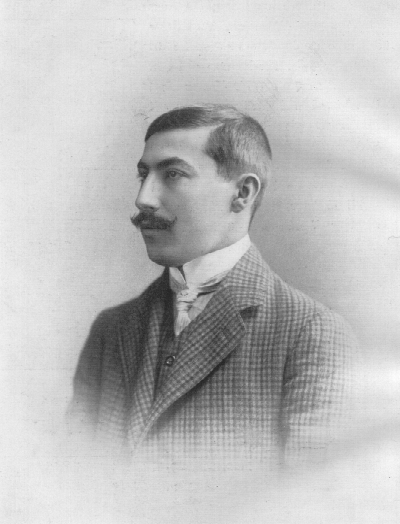
Рубінштейн у молодості. 1908 рік

Дідусі послали Акібу на навчання до рабинської школи, де той навчався зі зведеним братом Хаїмом Геллером. Через слабке здоров'я та небезпеку заразитися туберкульозом, Акіба не пішов до білостоцької релігійної школи єшива. Саме тоді, у віці близько 16 років, хлопець серйозно почав вивчати шахи. З 1901 року став одним з найкращих шахістів Білостока.
Близько 1902 року переїхав до Лодзі, де вступив до «Лодзького товариства любителів шахової гри» (пол. Łódzkie Towarzystwo Zwolenników Gry Szachowej), яке очолював Хаїм Яновський. Чемпіон Лодзі 1904.
На теренах Російської імперії вперше заявив про себе на Всеросійському турнірі 1903 у Києві, де посів 5-е місце. На міжнародній арені дебютував 1905 року в Бармені, поділивши 1-ше — 2-ге місця в побічному турнірі.
Переміг у Всеросійському турнірі 1907. На меморіалі Чигоріна в Санкт-Петербурзі 1909 поділив 1-ше — 2-ге місця з чемпіоном світу Емануїлом Ласкером.
Після успіхів 1911 (2-ге — 3-тє місця в Сан-Себастьяні та Карлсбаді) і, особливо, 1912 (переміг у всіх турнірах, у яких брав участь: Сан-Себастьян, Варшава, П'єштяни і Вільно, а в Бреслау поділив 1-ше — 2-ге місця) Акібу Рубінштейна почали вважати одним із претендентів на титул чемпіона світу з шахів. 1912-й у шаховому світі назвали «роком Рубіштейна». Були укладені попередні домовленості з чемпіоном світу Емануїлом Ласкером щодо проведення матчу за звання чемпіона, який мав розпочатися у вересні 1914, але ці плани не вдалося здійснити через початок Великої війни.
Після Першої світової війни та більшовицький переворот, унаслідок якого рахунки в російських банках стали недоступні, Акіба Рубінштейн не мав можливості задовольнити високі фінансові вимоги Ласкера (1922 року сім найсильніших шахістів-претендентів підписали документ з офіційними вимогами до матчу за титул чемпіона світу (т. зв. «Лондонські правила»); мінімальний призовий фонд мав становити 10 тисяч доларів — 134 тисячі доларів у перерахунку на індекс споживчих цін 2011 року) й викликати його на матч за звання чемпіона.
У повоєнні роки майстер надалі був одним із найсильніших шахістів світу, але таких блискучих результатів, як до війни, не показував. Серед найкращих виступів на турнірах того часу:
- Берлін (турнір чотирьох майстрів, жовтень 1918) — 2-ге місце
- Гетеборг (1920) — 2
- Відень (1922) — 1
- Мерано (1924) — 3
- Баден-Баден (1925) — 2
- Маріанске-Лазнє (1925) — 1-2
- Бад-Кіссінґен (1928) — 3-4
- Карлові Вари (1929) — 2
- Рогашка-Слатина (1929) — 1
- Сан-Ремо (1930) — 3-є місце

Переміг у матчах проти Карла Шлехтера (1918, + 2, –1, =3) та Юхима Боголюбова (1920; + 5, –4, =3).
З 1926 року мешкав у Бельгії, зберігши польське громадянство. На шаховій олімпіаді 1930 грав на 1-й шахівниці за збірну Польщі (не програв жодної партії: +13, –0, =4), допомігши їй виграти єдине й досі золото шахових олімпіад.
Після Першої світової війни дедалі частіше потерпав через нервові розлади, мав антропофобію — боявся людей. Через ці психологічні проблеми, що прогресували, гравець змушений був остаточно покинути шахи 1932 року в сорокалітньому віці.
Дружина: Євгенія (Eugènie). Сини: старший Саломон («Самі»; 1927—2002) — шахіст, художник, чемпіон Брюсселя 1949 з шахів і молодший Йонатан (Йонас).
Другу світову війну пережив переховуючись у Бельгії. Перебував у психіатричній лікарні. Помер 14 березня 1961 року в Брюсселі або Антверпені (за різними даними).
З 1963 року в місті Поляниця-Здруй (Польща) проводять щорічний Меморіал Акіби Рубінштейна. Багато років цей меморіал був найсильнішим міжнародним шаховим турніром у Польщі.

## Стиль гри
Мав чудову пам'ять, стверджував, що пам'ятає всі свої партії. У молоді роки мав залізні нерви й витримку, після Першої світової війни проблеми з психікою зробили його менш розважливим.
Глибоко й далекоглядно аналізував позиції. Особливо великий внесок шахіста в теорію дебютів (нові ідеї в захисті Німцовича, ферзевому гамбіті, дебюті чотирьох коней та ін.) і ендшпілів (турові закінчення).

## Характер
Акіба Рубінштейн був інтровертом, уникав уваги, не любив розповідати про себе. Він не написав жодної книги чи мемуарів. Фахівці припускають, що це могло бути наслідком того, що юнак свого часу не отримав належної освіти й не хотів показувати прогалини в знаннях і граматиці, які, можливо, з'явилися б у його творах. Після Першої світової війни дедалі частіше потерпав через нервові розлади, мав антропофобію — боязнь людей. Через ці розлади, що прогресували, гравець змушений був остаточно покинути шахи в сорокалітньому віці.